# Felix von Luschan
Felix von Luschan, né le 11 août 1854 à Hollabrunn (Empire d'Autriche) et mort le 7 février 1924 à Berlin (Allemagne), est un médecin, anthropologue, explorateur, archéologue et ethnographe autrichien.